# Tregua de Ratisbona
La tregua de Ratisbona, o tregua de Regensburg, fue un tratado firmado entre Francia, España y el Sacro Imperio Romano Germánico el 15 de agosto de 1684 en la ciudad de Ratisbona (Regensburg, en la actual Alemania) poniendo fin a la Guerra de las Reuniones. No se acuerda una paz definitiva, sino una tregua de veinte años.

## Historia
Después de la Guerra de Devolución y de la guerra franco-neerlandesa, Luis XIV inicia la política de Reuniones: Mediante una interpretación de los tratados de paz, Francia ocupa diversos territorios pertenecientes a los Países Bajos españoles o a príncipes alemanes. Carlos II y Leopoldo I entran en guerra contra Luis XIV, pero se ven obligados a negociar.
Se acuerda con Luis XIV una tregua por veinte años, que le permitía conservar, durante ese tiempo, las ciudades que Francia había ocupado hasta el 1 de agosto de 1681, además de Estrasburgo y Kehl, ocupadas después de esa fecha. En estas cesiones, España pierde Luxemburgo pero recupera Cortrique y Dixmuda que habían sido ocupadas por Francia.
La tregua duraría hasta 1688, al iniciarse la guerra de la Liga de Augsburgo. Guerra entre Francia y una coalición de países, conocida como la Liga de Augsburgo, contrarios a las políticas belicistas de Luis XIV.